# آرایه مشبک کفه

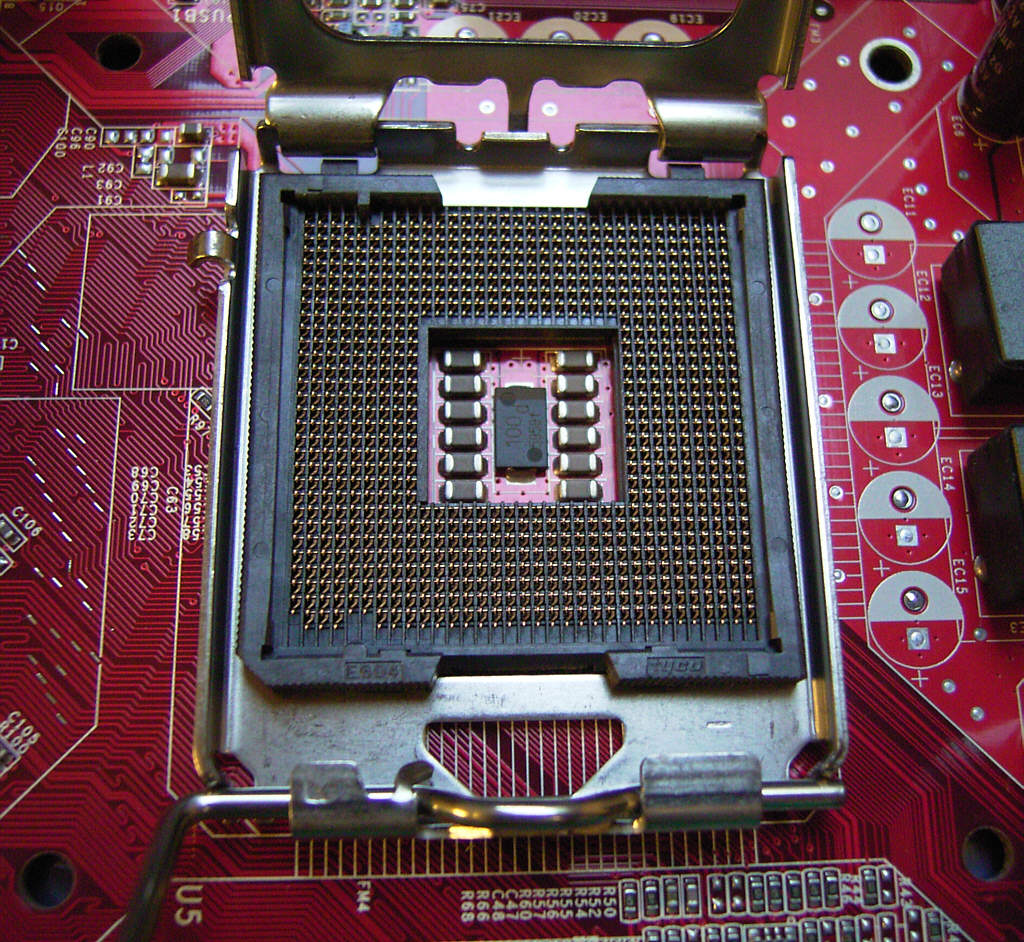
سوکت ۷۷۵ روی مادربرد.

آرایه مشبک کفه (LGA) نوعی بسته‌بندی نصب-سطحی برای مدارهای مجتمع (ICs) است که به دلیل داشتن پین‌هایی روی سوکت (هنگامی که از سوکت استفاده می‌شود) و نه مدار مجتمع، قابل توجه است. LGA را می‌توان با استفاده از سوکت یا لحیم‌کاری مستقیم به برد مدار چاپی (PCB) از لحاظ الکتریکی متصل کرد.

## شرح
آرایه مشبک کفه یک فناوری بسته‌بندی با شبکه مستطیلی شکل از اتصالات، «کفه‌ها»، در زیر یک بسته‌است. اتصالات باید به شبکه ای از اتصالات روی PCB متصل شوند. همه ردیف‌ها و ستون‌های شبکه نیازی به استفاده ندارند. اتصالات را می‌توان با استفاده از سوکت LGA یا با استفاده از خمیر لحیم کاری ایجاد کرد.

## استفاده در ریزپردازنده‌ها

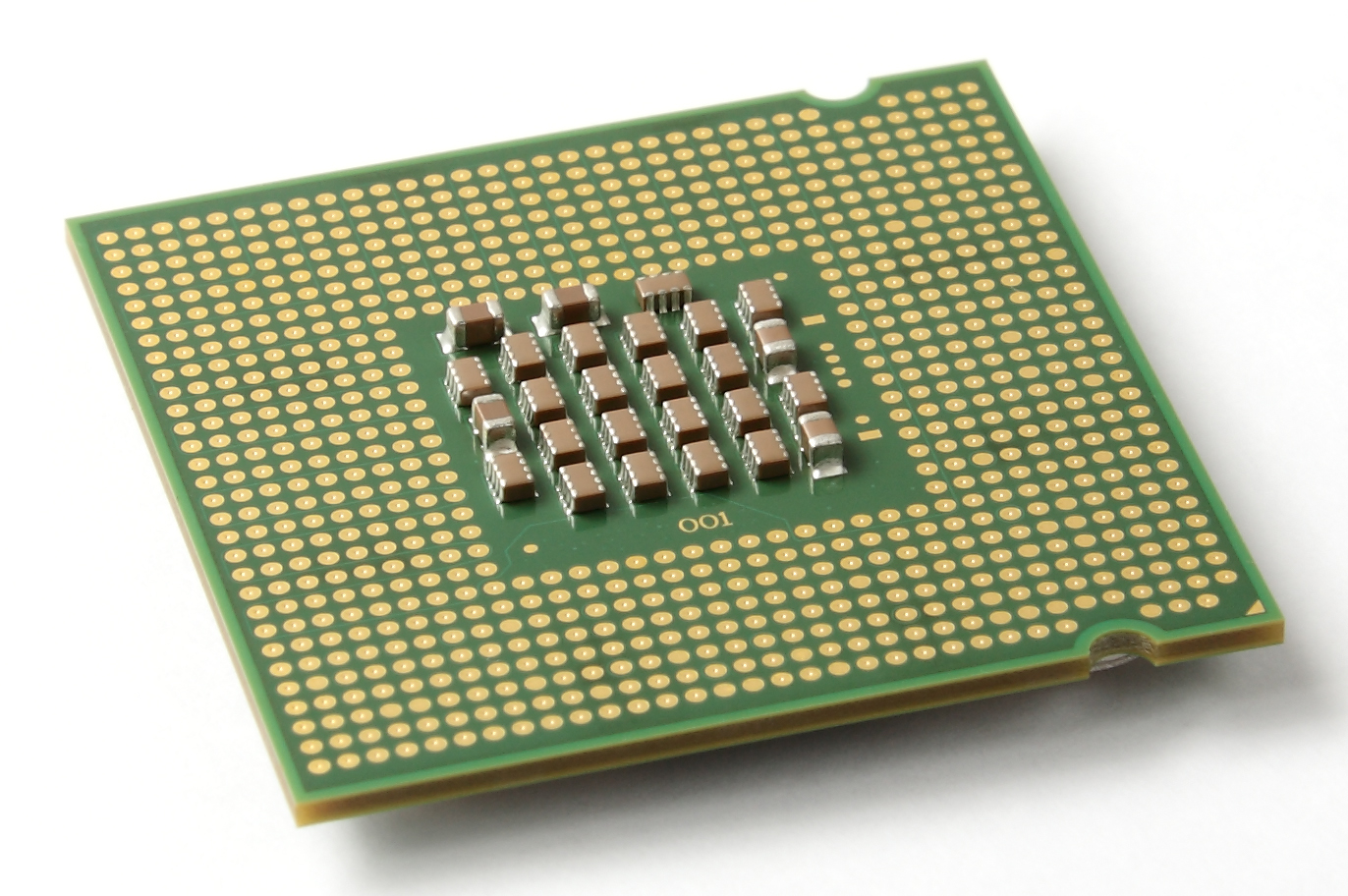
بسته ال‌جیی‌ای ۷۷۵ از سی‌پی‌یو پنتیوم ۴ پرسکات.

### AMD
- سوکت اف (ال‌جیی‌ای ۱۲۰۷)
- سوکت سی۳۲ (ال‌جیی‌ای ۱۲۰۷) (جایگزین سوکت اف)
- سوکت جی۳۴ (ال‌جیی‌ای ۱۹۴۴)
- سوکت اس‌پی۳ (ال‌جیی‌ای ۴۰۹۴)
- سوکت تی‌آر۴ (ال‌جیی‌ای ۴۰۹۴)
- سوکت اس‌تی‌آرایکس۴ (ال‌جیی‌ای ۴۰۹۴)
- سوکت ای‌ام۵ (ال‌جیی‌ای ۱۷۱۸)

### اینتل
- ال‌جیی‌ای ۷۷۱ (سوکت J)
- ال‌جیی‌ای ۷۷۵ (سوکت T)
- ال‌جیی‌ای ۱۳۶۶ (سوکت B)
- ال‌جیی‌ای ۱۳۵۶ (سوکت B2)
- ال‌جیی‌ای ۱۱۵۶ (سوکت H)
- ال‌جیی‌ای ۱۱۵۵ (سوکت H2)
- ال‌جیی‌ای ۱۱۵۰ (سوکت H3)
- ال‌جیی‌ای ۱۱۵۱ (سوکت H4)
- ال‌جیی‌ای ۱۲۰۰ (سوکت R)
- ال‌جیی‌ای ۱۷۰۰ (سوکت V0)
- ال‌جیی‌ای ۲۰۱۱ (سوکت R)
- ال‌جیی‌ای ۲۰۱۱-۳ (سوکت R3)
- ال‌جیی‌ای ۲۰۶۶ (سوکت R4)
- ال‌جیی‌ای ۳۶۴۷ (سوکت P، همچنین P0 ،P1)
- ال‌جیی‌ای ۴۱۸۹ (سوکت P+)